# Partit Socialista Unificat de Catalunya
Partit Socialista Unificat de Catalunya, PSUC, grundades 23 juli 1936 genom att fyra vänstergrupper i Katalonien gick samman. Dessa var den katalanska federationen av Spanska socialistiska arbetarpartiet, Partit Comunista de Catalunya( den katalanska delen av Spanska kommunistpartiet), Unió Socialista de Catalunya och Partit Català Proletari.
PSUC spelade en stor roll under den andra spanska republiken och under spanska inbördeskriget, och var det enda partiet i regionen som hade kopplingar till Komintern. Spanska kommunistpartiet var inte organiserat i Katalonien, men man såg PSUC som sin katalanska motsvarighet.
Under Francisco Francos regeringstid var PSUC olagligförklarade men agerade underjordiskt och i exil. PSUC var det största oppositionella partiet i Katalonien och blev ett massparti när Francoregimen föll.
Efter Francos tid har PSUC:s roll successivt minskat. Från 1987 verkade man inom valalliansen Iniciativa per Catalunya, men själva partiet splittrades och upphörde i stort sett med sin verksamhet 1997. Det året lämnade majoriteten av medlemmarna partiet för att bilda det nya partiet Esquerra Unida i Alternativa.